# Kettuvallam

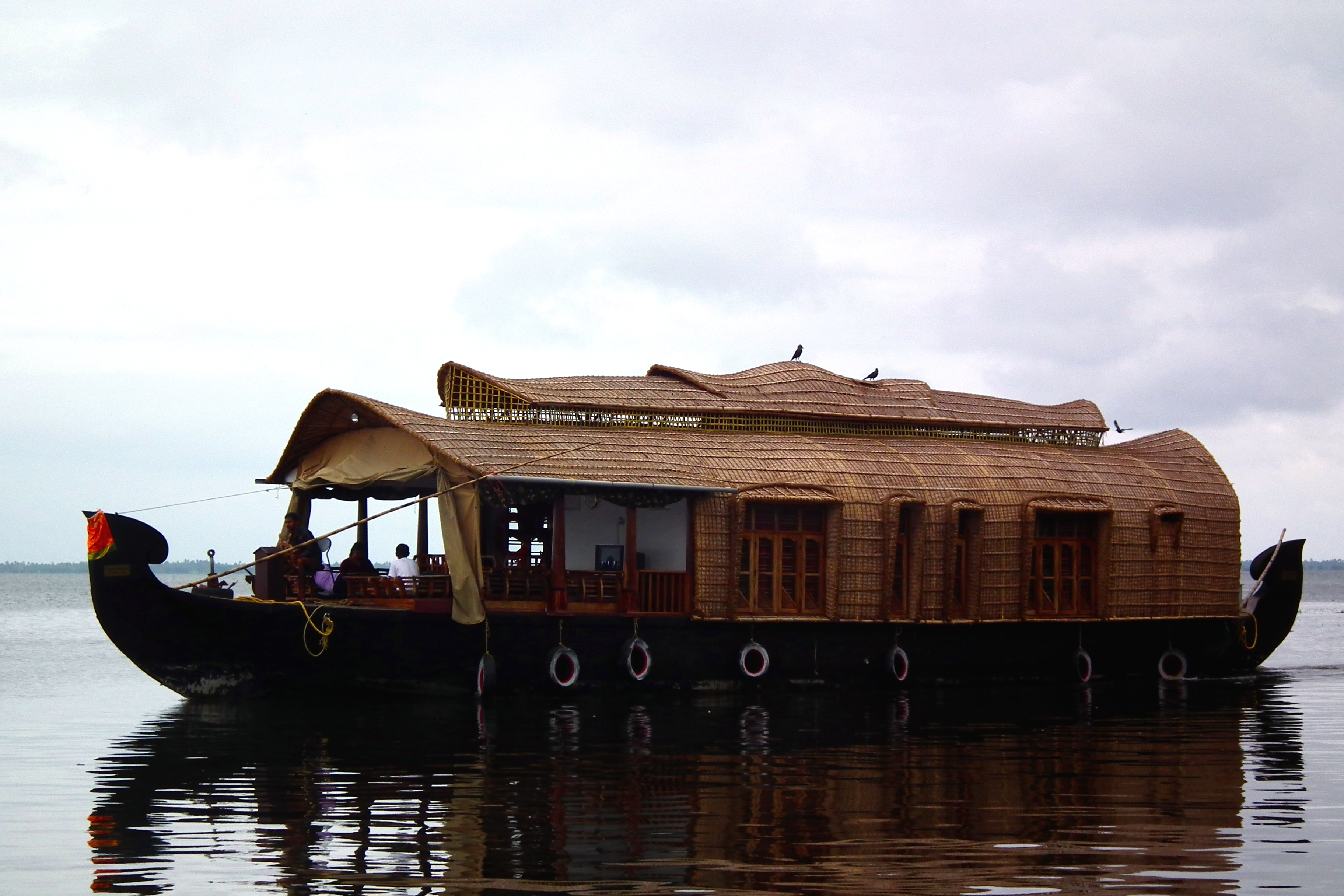
Kerala (India): una keṭṭuvaḷḷam

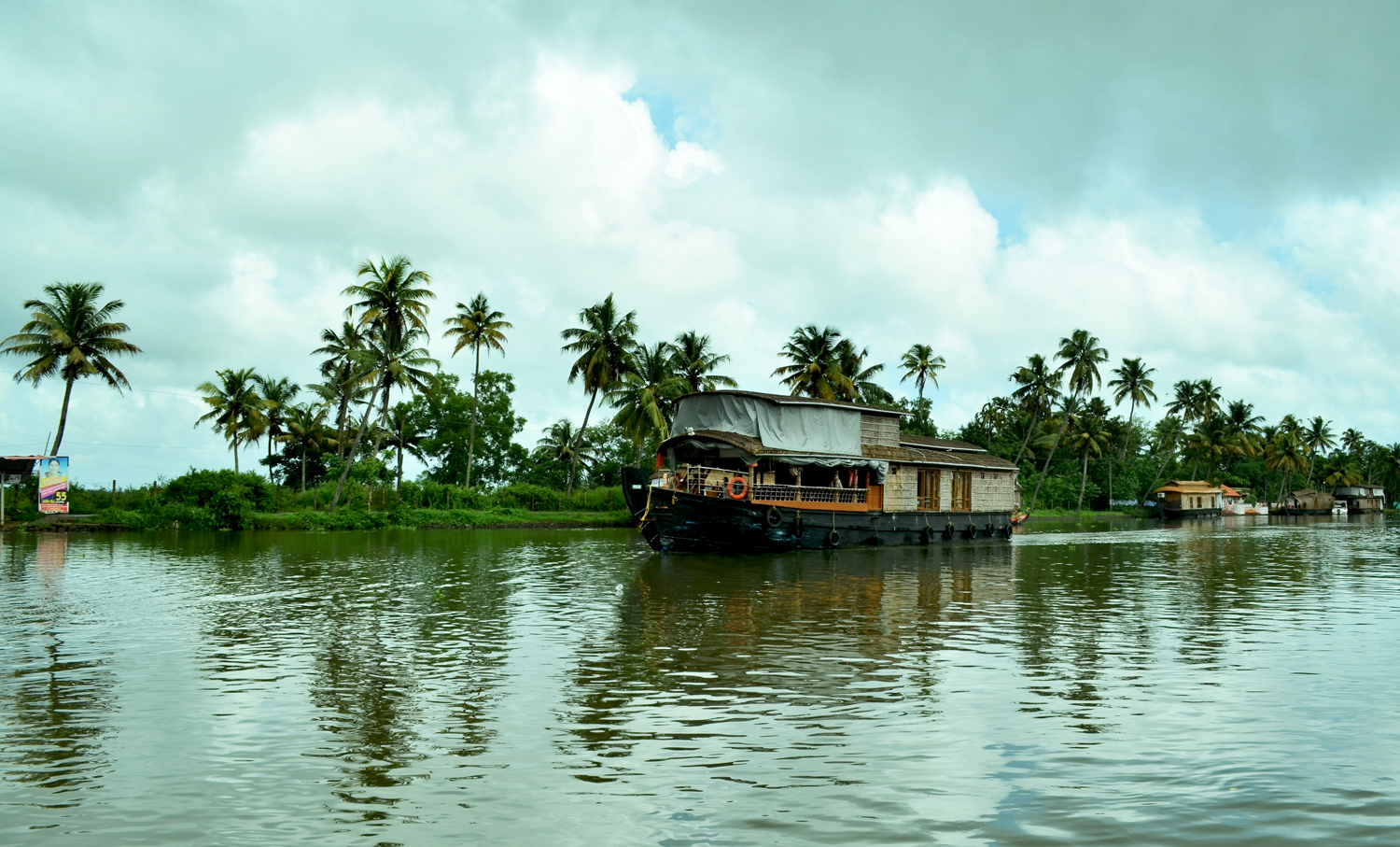
Una keṭṭuvaḷḷam ormeggiata

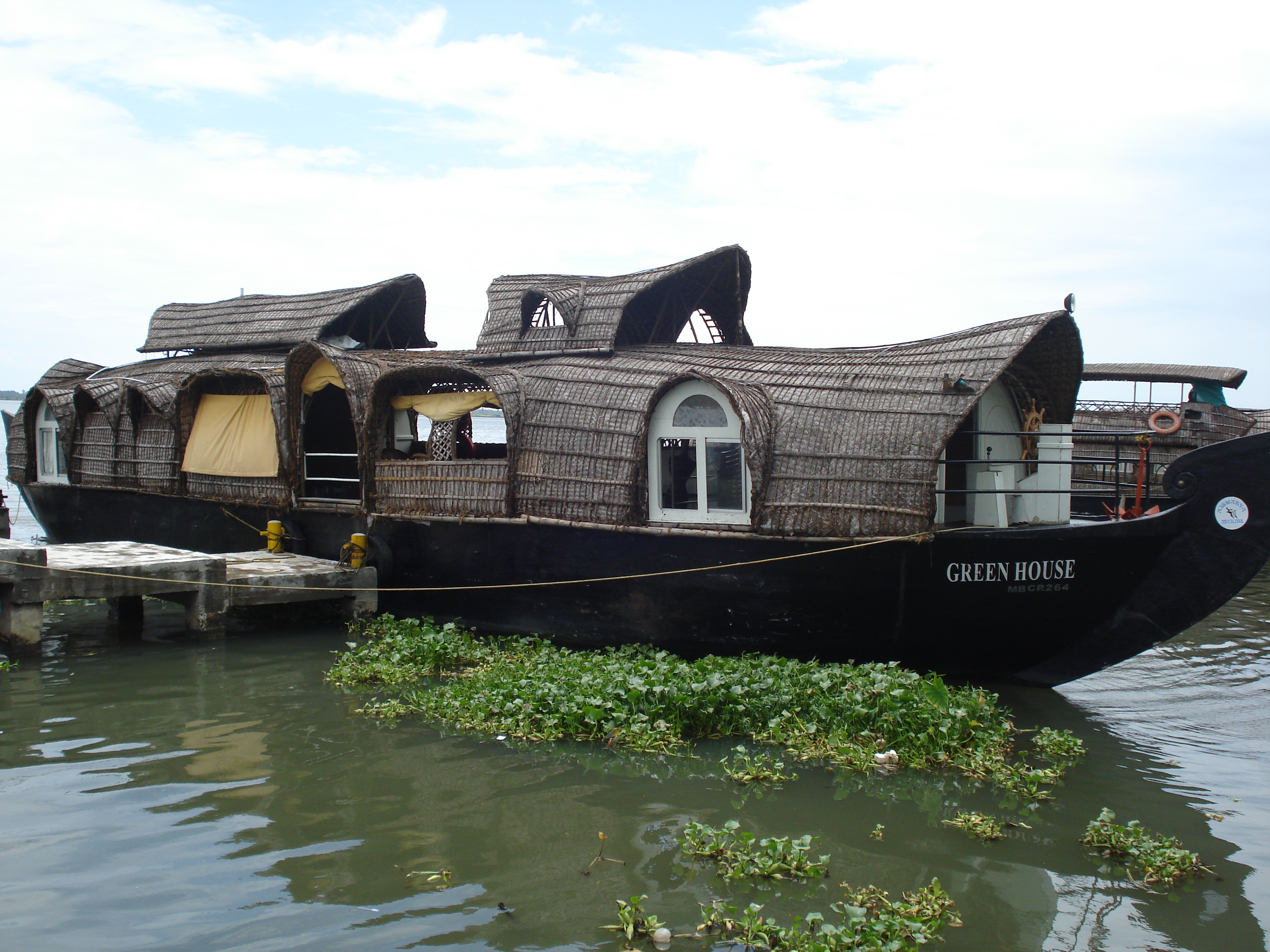
Alcune keṭṭuvaḷḷam

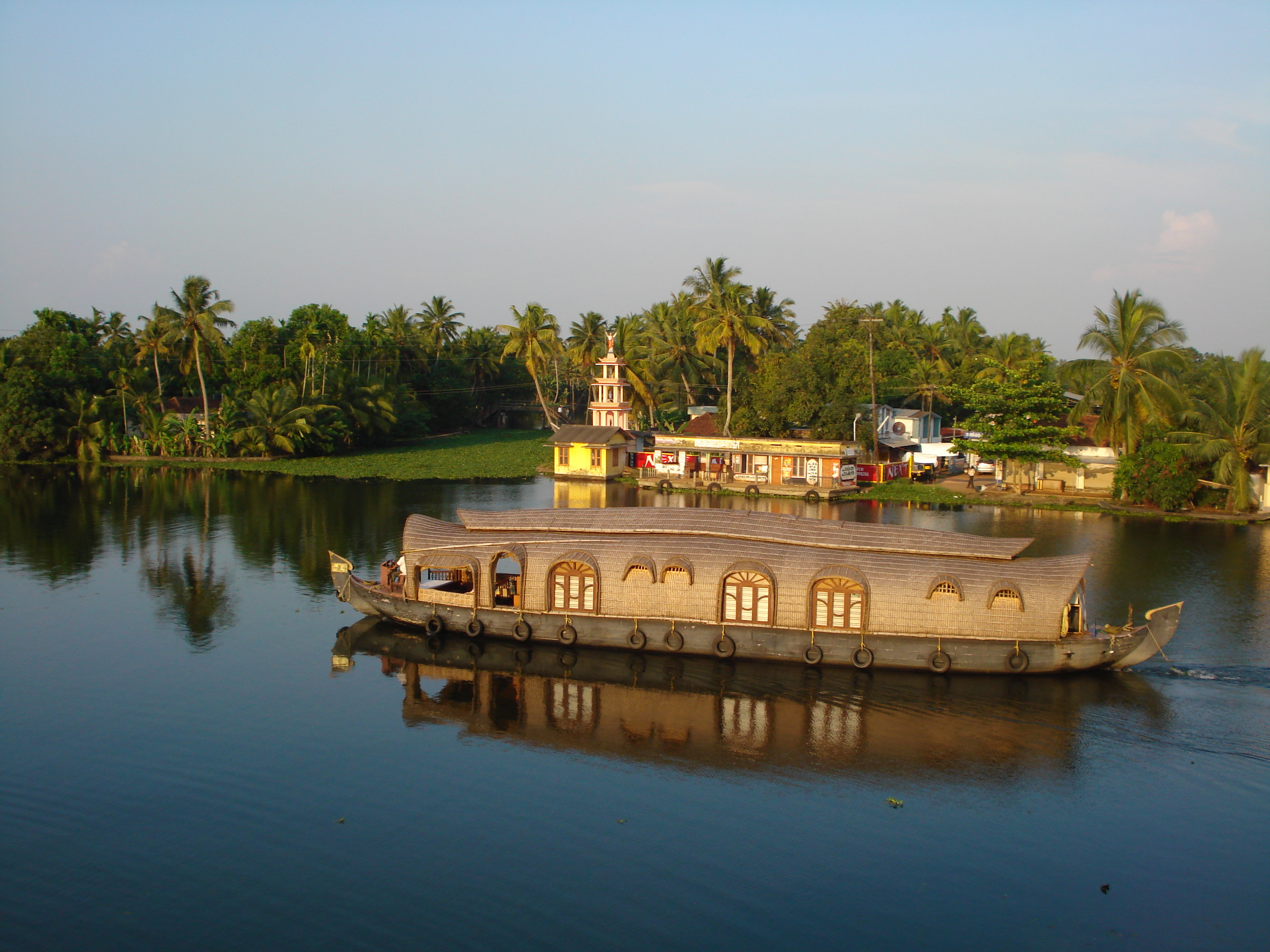
Keṭṭuvaḷḷam a Kuttanad

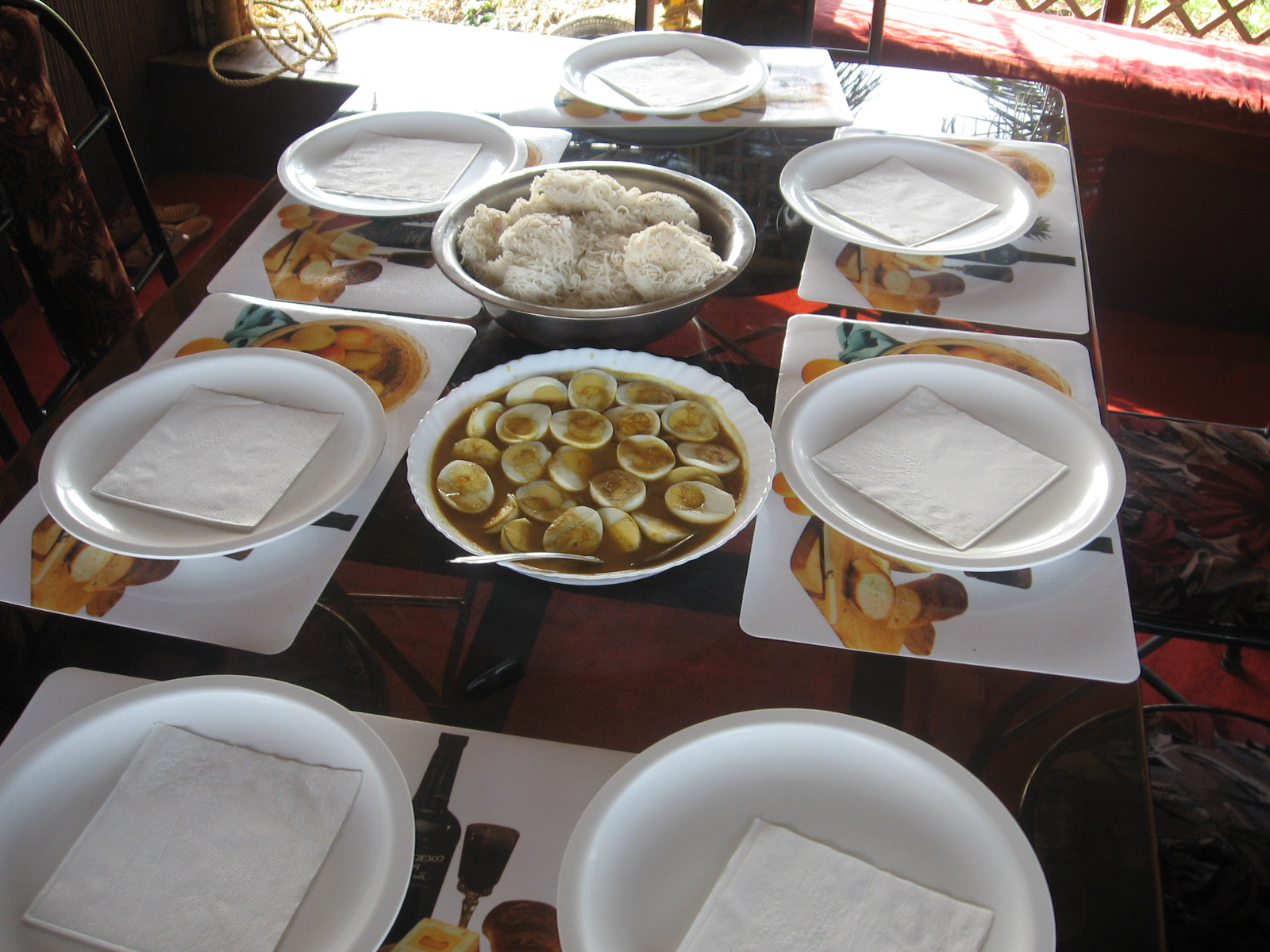
Tipica colazione in una keṭṭuvaḷḷam utilizzata a scopi turistici

Le keṭṭuvaḷḷam (malayalam: കെട്ടുവള്ളം) sono delle imbarcazioni a remi e a motore e case galleggianti tipiche dello stato indiano del Kerala: usate in origine per il trasporto di merci, costituiscono ora anche una forma di alloggio per i turisti che effettuano delle crociere in quest'area.

## Etimologia
Il termine in lingua malayalam keṭṭuvaḷḷam significa letteralmente "barca con i nodi": è infatti formato dai termini കെട്ടു (keṭṭu), "nodo", e വള്ളം (vaḷḷam) "barca", in quanto sono formate da tavole di legno unite tra loro da corde in noce di cocco.

## Caratteristiche
Le keṭṭuvaḷḷam possono avere una lunghezza che varia dai 70 ai 100 piedi (dai 20 ai 30 metri ca.) e una larghezza media di 15-20 piedi (4-6 metri ca.).
Sono costruite prevalentemente in un tipo di legno chiamato "Anjali" e presentano una scafo formato da tavole in legno intagliato e un tetto, chiamato valavara e di colore giallo-marrone, costituito da corde di bambù. Gli interni sono in canna di bambù o legno.
Vengono solitamente guidate da due persone per mezzo di remi.
Le keṭṭuvaḷḷam usate per scopi turistici differiscono dalle keṭṭuvaḷḷam tradizionali, essendo i loro interni completamente riadattati e modernizzati con la presenza di confortevoli cabine con bagni e servizi igienici Al loro interno, può trovar posto un numero di cabine che varia da 1 a 5.
|  |

## Storia
In origine, le keṭṭuvaḷḷam furono ideate per trasportare riso, spezie e altre merci da Kuttanad al porto di Kochi lungo i cosiddetti "backwaters".
Tale mezzo di trasporto contribuì in modo rilevante allo sviluppo economico dell'area, tanto che intorno alla metà del XX secolo, si contavana circa 5.000 keṭṭuvaḷḷam.
A partire dal 1991, un tour operator locale iniziò ad utilizzarle per scopi turistici organizzando delle crociere.

## Costruzione
La costruzione di keṭṭuvaḷḷam è opera di numerosi artigiani esperti, che realizzano tali imbarcazioni senza il supporto di un disegno di progettazione.
Le tavole in legno che formano lo scafo vengono tagliate ed intagliate da un carpentiere e poi vengono unite assieme usando fibre di noce di cocco.